# Baraboi
Baraboi è un comune della Moldavia situato nel distretto di Dondușeni di 3.354 abitanti al censimento del 2004